# Conrad Paumann
Conrad Paumann (ur. ok. 1410 w Norymberdze, zm. 24 stycznia 1473 w Monachium) – niemiecki organista i kompozytor.
Urodził się niewidomy. Grał, głównie na organach, w Norymberdze, Monachium i Ratyzbonie, w 1470 podróżował po Włoszech, wzbudzając entuzjazm swoim talentem. Zapoczątkował rozwój muzyki organowej w Niemczech. W podręcznikach kompozycji i gry organowej (tzw. fundamenta organisandi) zamieszczał swoje utwory – preludia i opracowania pieśni.